# 伍令
伍令（1517年—？），字思行，號魚山，江西吉安府安福縣人，民籍，明朝政治人物。

## 生平
嘉靖十六年（1537年）丁酉科江西鄉試第八十九名舉人，三十五年（1556年）丙辰科進士。吏部觀政，授中書舍人，四十年（1561年）六月考選湖廣道試御史，十月實授，四十一年（1562年）浙江巡鹽，四十二年（1563年）三月升四川按察司僉事，四十四年（1565年）致仕。

## 家族
高祖伍冕，知縣 贈監察御史；曾祖伍體祥，封刑部員外郎；祖父伍希淵，廣西右布政使；父伍簡，義官。母劉氏（封孺人）。從兄伍全（四川布政使司右參政）、伍仝（官生）、伍會、伍含（州判），弟伍翕（通判）、伍舍、伍傅、伍仕、伍任、伍佐。